# Иннокентий (Шестопаль)
Епископ Иннокентий (в миру Василий Никифорович Шестопаль; 8 января 1945, Горловка, Сталинская область — 18 декабря 2022, Святогорск) — епископ Украинской православной церкви на покое, бывший епископ Конотопский и Глуховский.

## Биография
Родился 1945 года в Горловке в семье рабочего. Семья была религиозной и многодетной.
После окончания средней семилетней школы с 1959 по 1961 год учился в техническом училище по специальности столяра.
С 1964 по 1967 год служил в рядах Советской Армии (в ракетных войсках).
После демобилизации, в 1968 году, поступил в Московскую духовную семинарию. По окончании семинарии в 1972 году поступил в Московскую духовную академию, которую окончил в 1976 году со степенью кандидата богословия за работу «Александрийская богословская школа», был оставлен в аспирантуре при академии.
С 1975 по октябрь 1977 года — референт в Отделе Внешних Церковных Связей Московского Патриархата.
21 октября 1977 года назначен преподавателем Одесской духовной семинарии и секретарём семинарского Совета.
21 ноября 1977 года рукоположён во диакона, 4 декабря — во иерея.
25 марта 1979 года принял монашеский постриг и именем Иннокентий в честь святителя Иннокентия Московского.
23 марта 1980 года был возведён в сан игумена, в 1987 году — в сан архимандрита.
В 1992 году был назначен проректором Одесской духовной семинарии.
5 октября 1994 года был хиротонисан во епископа Тульчинского и Брацлавского.
30 марта 1999 года назначен епископом Конотопским и Глуховским.
8 мая 2008 года Священный Синод Украинской Православной Церкви удовлетворил просьбу владыки Иннокентия о почислении его за штат. Местом его пребывания была назначена Свято-Успенская Святогорская Лавра Донецкой епархии.
Умер там же 18 декабря 2022 года

## Награды
- Орден святого равноапостольного великого князя Владимира 2-й степени.
- Орден святого равноапостольного великого князя Владимира 3-й степени.
- Орден преподобного Сергия Радонежского 3-й степени.
- орден Украинской Православной Церкви «Рождество Христово — 2000» 1-й степени.

## Публикации
- Окончание учебного года в Одесской духовной школе // Журнал Московской Патриархии. 1978. — № 10. — С. 15-16.
- Начало занятий в ОДС // Журнал Московской Патриархии. 1978. — № 12. — С. 16.
- День памяти апостола Андрея Первозванного в ОДС // Журнал Московской Патриархии. 1979. — № 3. — С. 11-12.
- Завершён учебный год: в Одесской духовной семинарии // Журнал Московской Патриархии. 1979. — № 9. — С. 13-14
- Первое полугодие 1979/1980 учебного года в Одесской духовной семинарии // Журнал Московской Патриархии. 1980. — № 3. — С. 15-17.
- У подножия Животворящего Креста // Журнал Московской Патриархии. 1980. — № 3. — С. 35.
- 35-летие Победы // Журнал Московской Патриархии. 1980. — № 6. — С. 35-38.
- Выпуск в Одесской Духовной школе // Журнал Московской Патриархии. 1980. — № 8. — С. 16-17.
- Духовные школы вступили в 1980/81 учебный год [Одесская] // Журнал Московской Патриархии. 1980. — № 11. — С. 17.
- Учение о священстве святителя Григория Богослова // Журнал Московской Патриархии. 1981. — № 2. — С. 65-67.
- Престольный праздник и годичный акт в ОДС // Журнал Московской Патриархии. 1981. — № 3. — С. 5-7.
- Окончание учебного года и 35-й выпуск Одесской Духовной Семинарии // Журнал Московской Патриархии. 1981. — № 9. — С. 28.
- Духовное одеяние (слово в Неделю 14-ю по Пятидесятнице) // Журнал Московской Патриархии. 1982. — № 10. — С. 46-47.
- У великих святынь Афона и Элладской Православной Церкви // Журнал Московской Патриархии. 1983. — № 3. — С. 11-14.
- Экуменический семинар в Одессе // Журнал Московской Патриархии. 1984. — № 7. — С. 66-68.
- Начало нового учебного года в Одесской Духовной Семинарии // Журнал Московской Патриархии. 1986. — № 12. — С. 28-29.
- Окончание учебного года в Одесской Духовной Семинарии // Журнал Московской Патриархии. 1988. — № 10. — С. 30.
- Памяти Преподобного Сергия Радонежского // Журнал Московской Патриархии. 1991. — № 10. — С. 41-42.